# The Transgender District
Le Transgender District, anciennement connu sous le nom de Compton's Transgender Cultural District, est un district transgenre de San Francisco, aux États-Unis.

## Localisation
Le district comprend six îlots urbains au sud-est du Tenderloin (en), deux îlots de la Sixth Street, ainsi qu’une partie de la Market Street.

## Histoire
Nommé en référence aux émeutes de la cafétéria Compton qui se sont produites en 1966, le district est fondé par Honey Mahogany (en), Janetta Johnson (en) et Aria Sa'id (en).
Le district est instauré en 2017 par ordonnance du Conseil des superviseurs de San Francisco.
En juillet 2019, le conseil alloue 300 000 dollars.
En mars 2020, le district change de nom. Sa directrice exécutive, Aria Sa'id, explique qu’il s’agit d’arrêter d’honorer Gene Compton et son restaurant, étant donné qu’il était une des raisons pour lesquelles les drag queens, les personnes queer et trans étaient arrêtées.
En avril 2022, une nouvelle carte des districts est adoptée, déplaçant le Transgender District du district 6 au 5 et provoquant la colère des membres de la communauté,.
En juin 2022, le Conseil des superviseurs vote à l’unanimité pour faire de l’intersection entre les rues Turk et Taylor un site historique.